# Los cuatro nobles
En el ámbito del arte chino, los cuatro nobles o cuatro caballeros son cuatro plantas: el ciruelo chino, la orquídea, el bambú y el crisantemo.
El término compara las cuatro plantas con el concepto confuciano de junzi o "caballeros". Se encuentran muy representados en las pinturas tradicionales de Sumi-e y pertenecen a la categoría de pintura de pájaro y flor en el arte chino.
Los cuatro nobles han sido utilizados en la pintura china desde los tiempos de la dinastía Song (960–1279) debido a su belleza refinada y fueron más adelante adoptados en otros lugares del este asiático por artistas en Corea, Japón y Vietnam. 
Representan las cuatro estaciones del año y su comienzo: el ciruelo chino, el invierno, la orquídea, la primavera, el bambú, el verano y el crisantemo, el otoño.

## Imágenes

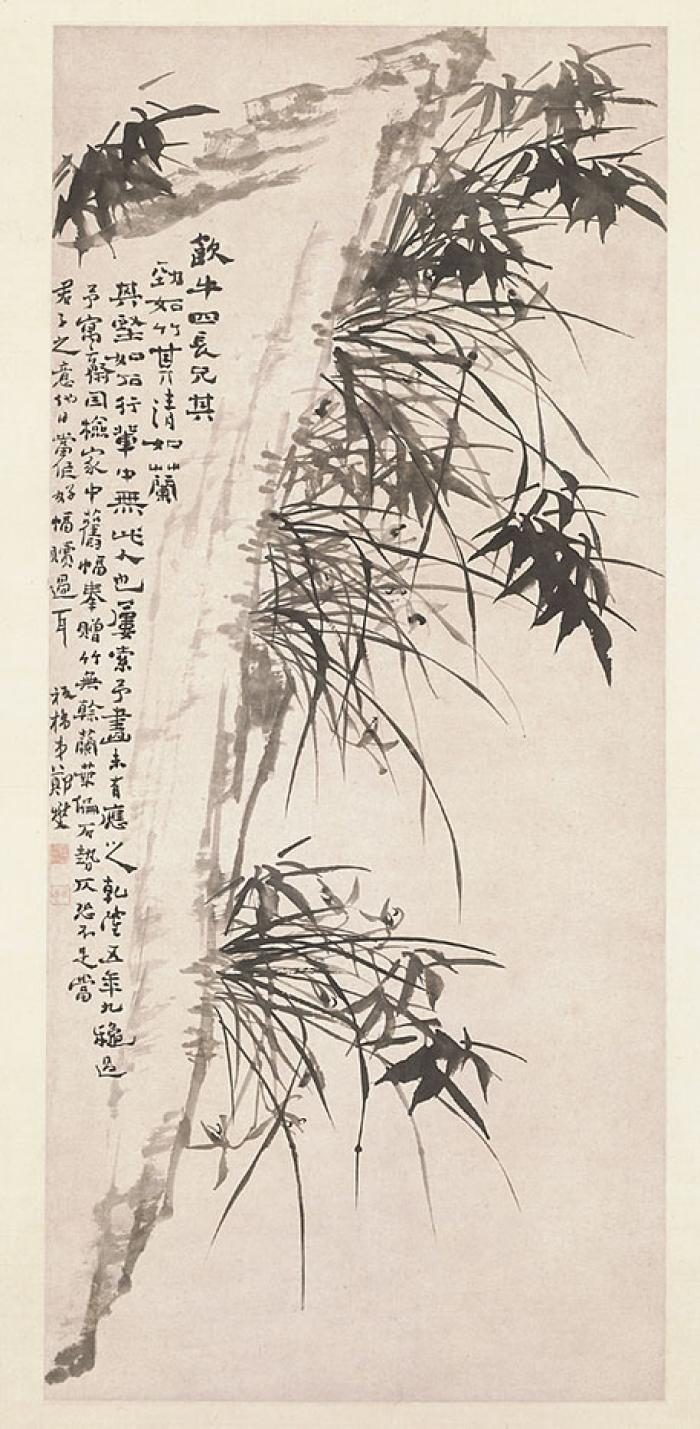
Orquídeas y bambú de Zheng Xie, c. 1740
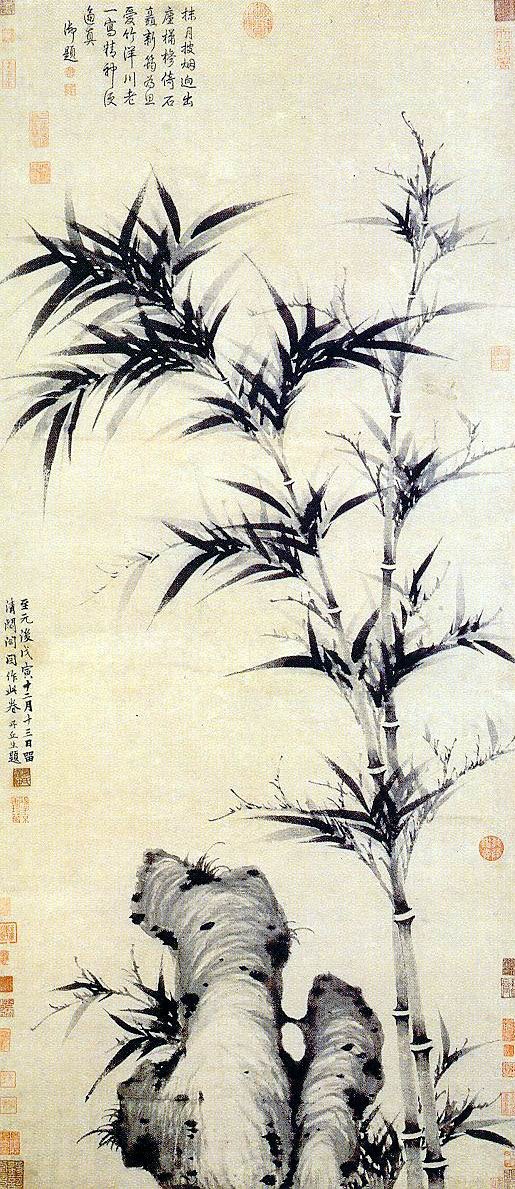
Bambú en el pabellón Qingbige de Ke Jiusi, c. 1338
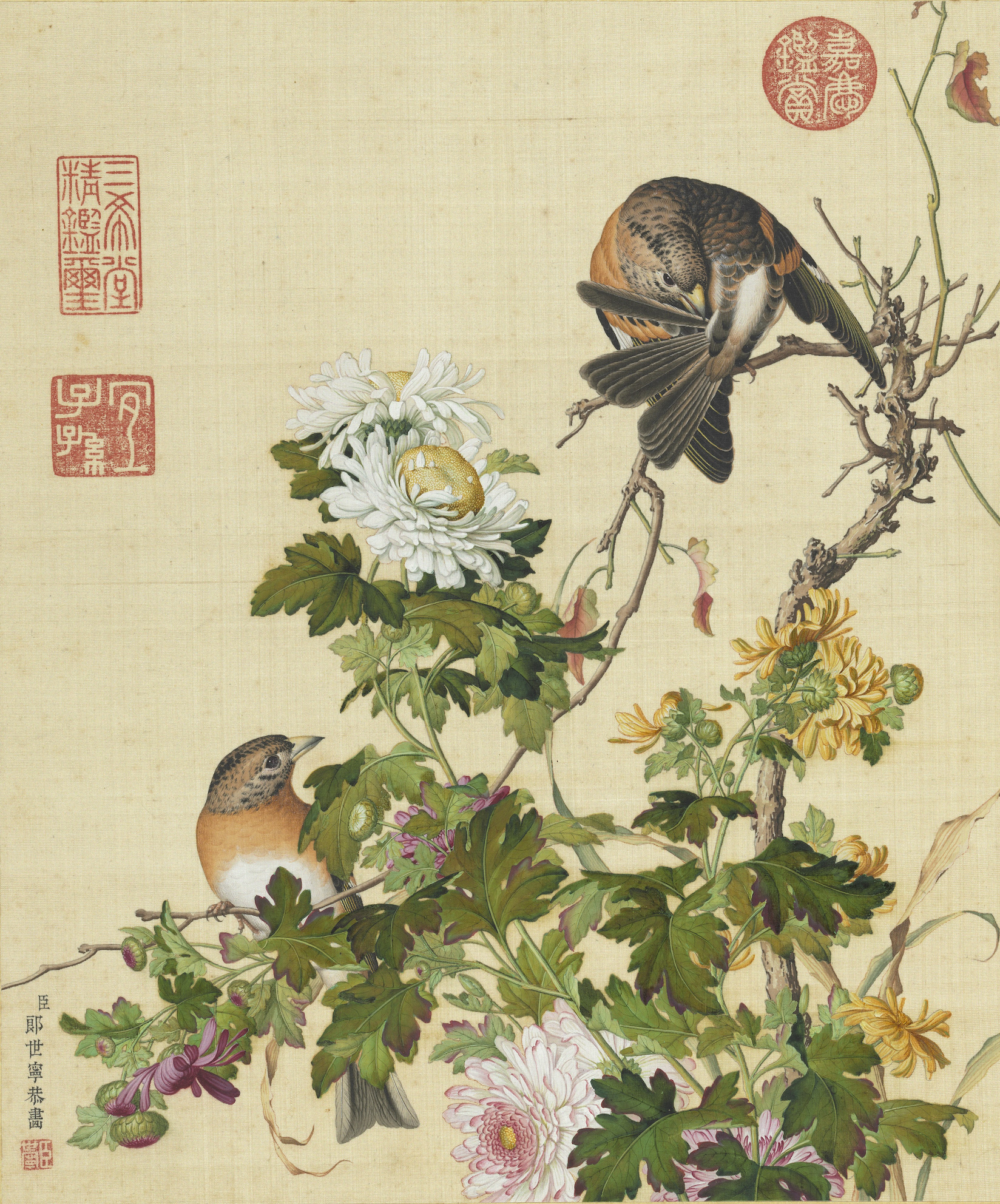
Crisantemos en Xian'e Changchun de Giuseppe Castiglione (1688-1766)
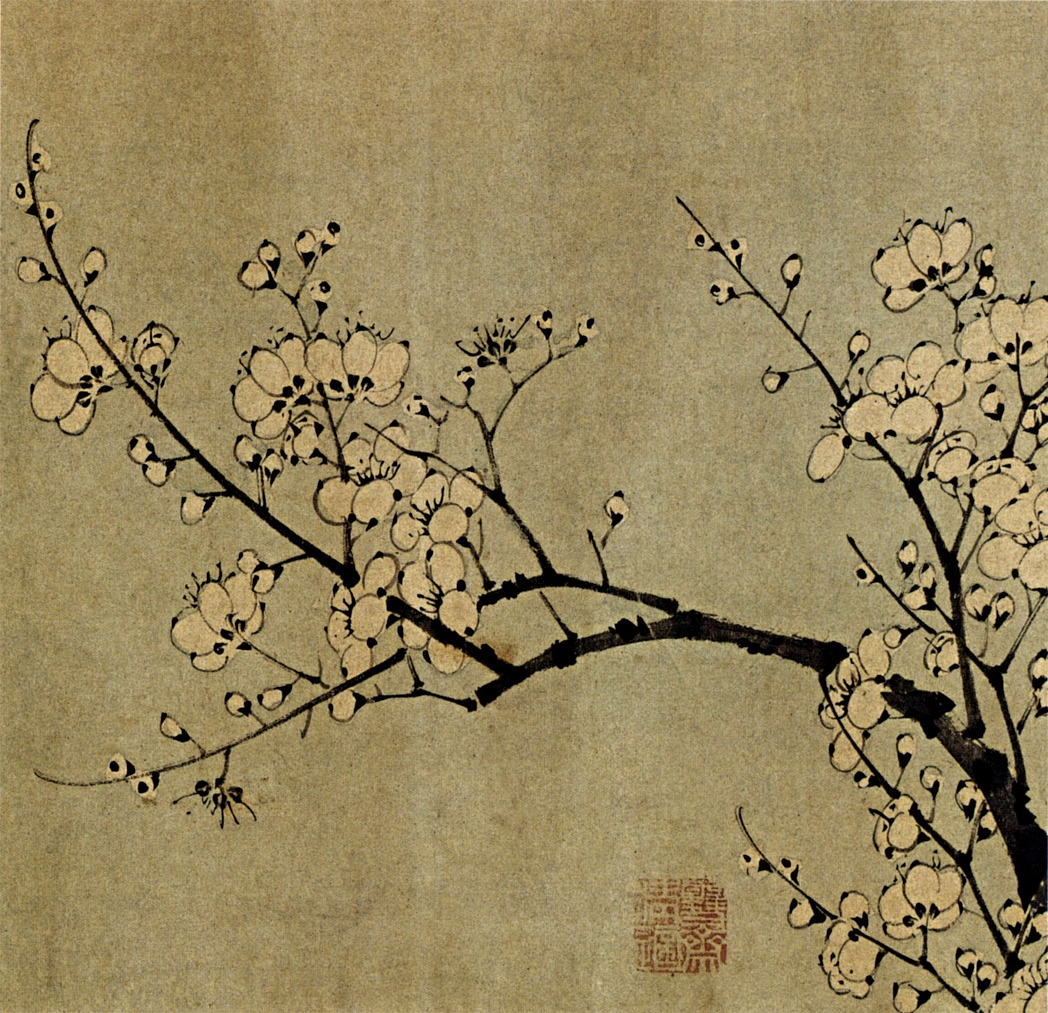
Ciruelos chinos de Sun Long y Chen Lu, principios de la dinastía Ming (1368–1644)